# Uadi Qelt

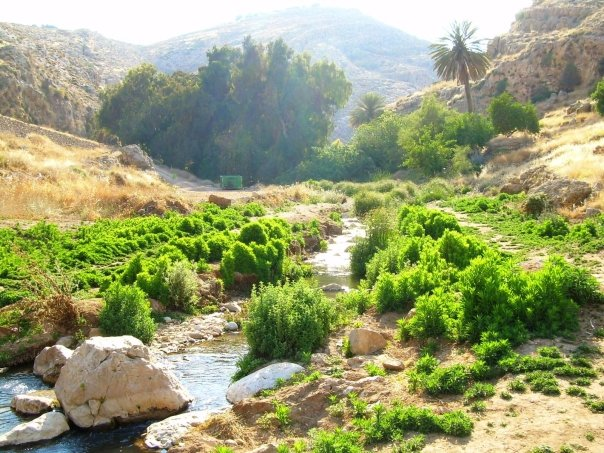
Un rierol del uadi Qelt

El Uadi Qelt (en àrab: وادي القلط; també: Uadi al-Qult, Uadi el-Qult, Uadi Qelt, Uadi Qilt o Uadi Qult) és un uadi de Cisjordània que naix a prop de Jerusalem i acaba a prop de Jericó, al costat de la mar Morta, indret on qual s'uneix al riu Jordà.
El Uadi Qelt conté una varietat única de flora i fauna. El Monestir de Sant Jordi de Coziba i la sinagoga de Wadi Qelt es troben en el uadi, que tradicionalment se sol identificar amb el Perath bíblic esmentat en Jeremies 13:5.

## Història

### Història antiga
Segons algunes versions, alguns passatges bíblics podrien al·ludir al Uadi Qelt o al camí que hi corria paral·lel.
El Uadi Qelt conté monestirs i antics indrets cristians. També hi ha aqüeductes al llarg del seu curs, el més antic dels quals és del període asmoneu (segle ii abans de la nostra era). Els aqüeductes transportaven l'aigua de les tres fonts principals cap a la vall a Jericó. La sinagoga de Wadi Qelt, construïda com a part d'un palau reial d'hivern asmoneu, sembla ser una de les sinagogues més antigues del món. Al Uadi Qelt hi havia els palaus d'hivern dels reis asmoneus i d'Herodes I el Gran.
Joan de Tebes fundà el Monestir de Sant Jordi de Coziba al voltant de l'any 480; en el segle vi esdevingué un important centre sota sant Jordi de Coziba. Durant segles, els ermitans que vivien a les coves dels penya-segats propers se solien reunir en el monestir cada setmana.

### Ocupació israeliana

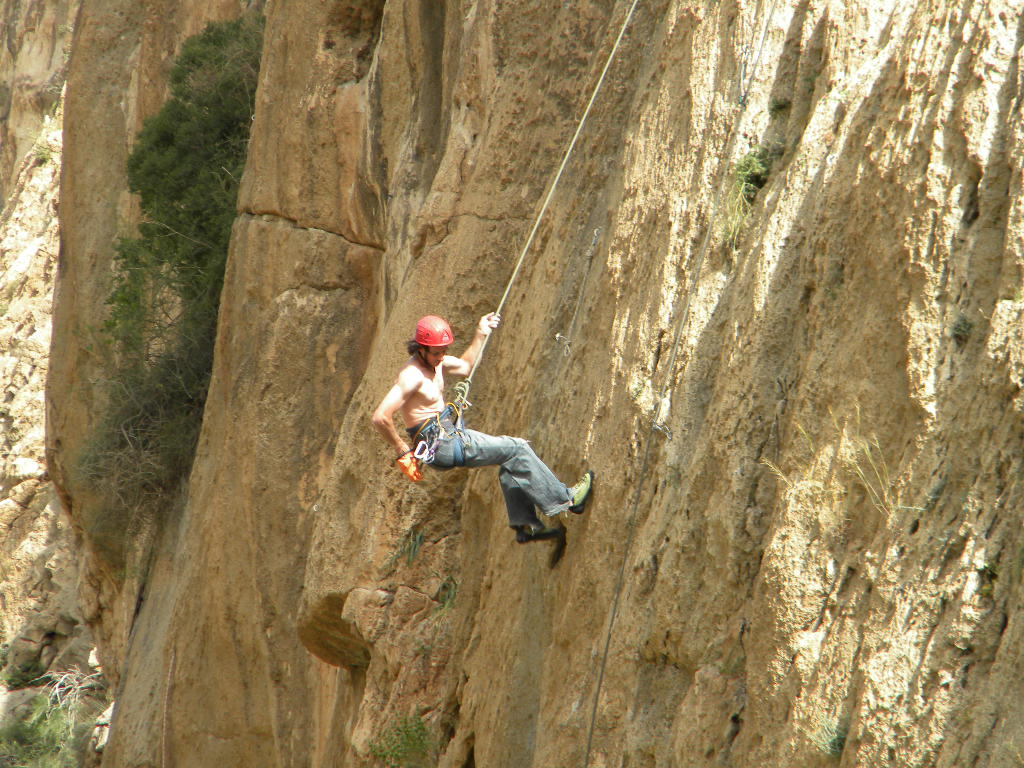
Ràpel al Uadi Qelt

Després de la Guerra sionista dels Sis Dies del 1967, el Wadi Qelt va ser ocupat militarment per l'estat sionista d'Israel juntament amb la resta de Cisjordània. Algunes parts del uadi les declararen reserva natural, com ara la Reserva Natural d'Ein Prat.
La ruta del Uadi Qelt és prou popular entre els senderistes palestins. Es pot anar caminant des de la ciutat d'Hizma fins a Jericó, un viatge de 25 quilòmetres amb un descens de 850 m. Molts pastors beduïns encara usen el uadi per a fer pasturatge.
Les autoritats palestines van tractar el 2015 de crear rutes per a senderistes al Uadi Qelt, però les senyalitzacions van ser destruïdes poc després.

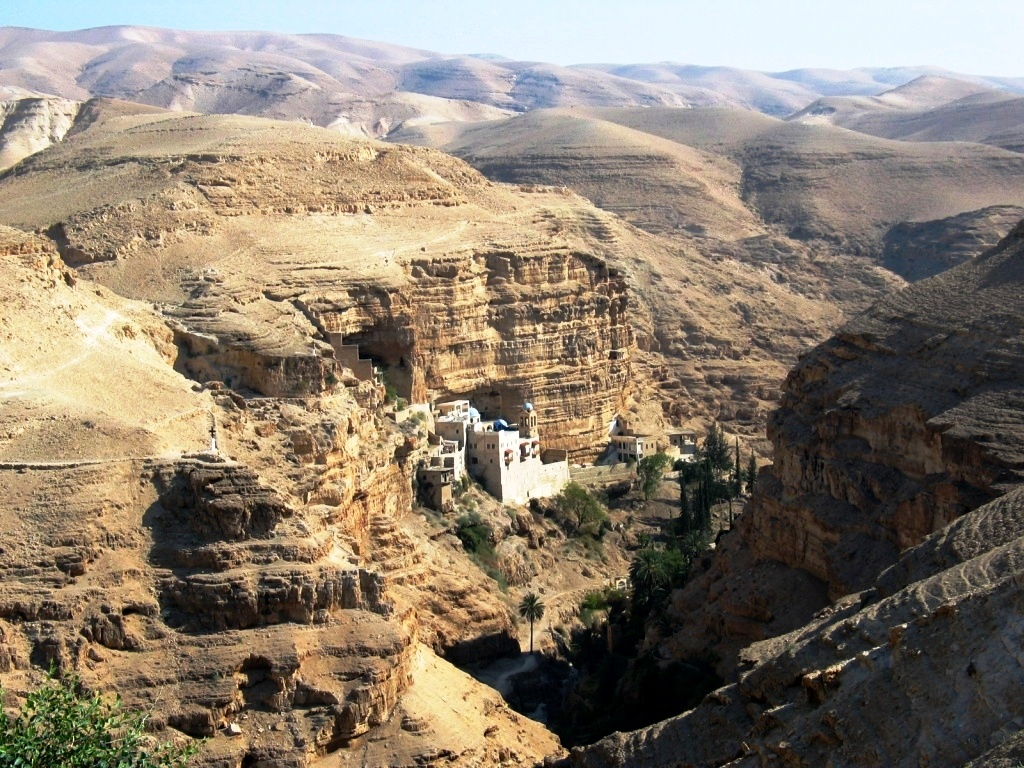
El monestir de Sant Jordi de Coziba, al Uadi Qelt

### Monestir de Sant Jordi de Coziba
El Monestir de Sant Jordi de Coziba està enclavat en un penya-segat del Uadi Qelt. Construït en el segle vi, continua habitat hui dia per monjos ortodoxos.